# Come as You Are
«Come as You Are» (с англ. — «Будь самим собой», «Приходи какой ты есть») — песня американской рок-группы Nirvana из альбома Nevermind. Написана Куртом Кобейном. На песню был снят клип, продюсером которого стал Кевин Керслейк.

## История записи
«Come as You Are» была одной из немногих песен, которые Nirvana записала на репетиции на демонстрационную кассету для продюсера Вига Бутча до начала работы над альбомом Nevermind в 1991. Позже группа записала песню уже с Вигом в начале 1991 года. Кобейн записал гитарное соло с двух попыток, а вокал был записан три раза, из которых была выбрана первая запись. После этого Виг предложил Курту включить его вокал в запись из двух исполнений с наложением. Случайно во время записи Кобейн пропел фразу «And I don’t have a gun» слишком рано, когда нужно было петь слово «memoria» после гитарного соло. Он решил сохранить эту ошибку в конечном варианте. Виг сделал семпл из слова «memoria» в исполнении Кобейна из середины песни и поместил этот семпл в двух местах в фоне концовки песни.

## Выпуск
Nirvana и управляющие делами группы опасались выпускать песню, как второй сингл с альбома «Nevermind», потому что она была похожа на песню «Eighties» 1984 года английской пост-панк-группы Killing Joke. Дэнни Голдберг, глава менеджмента группы в то время, позже вспоминал:

«Мы не могли выбрать между „Come as You Are“ и „In Bloom“. Курт нервничал, потому что „Come as You Are“ была слишком похожа на песню Killing Joke… но мы все думали, что лучше было выпустить именно эту песню. И, он был прав, Killing Joke позже обратились из-за этого в суд»
Оригинальный текст (англ.)"We couldn't decide between "Come as You Are" and "In Bloom". Kurt was nervous about 'Come as You Are' because it was too similar to a Killing Joke song . . . but we all thought it was still the better song to go with. And, he was right, Killing Joke later did complain about it."

Журналист Эверетт Тру пишет, что «Come as You Are» была выбрана для издания синглом в силу большей коммерческой привлекательности.
Несмотря на то что члены Killing Joke заявляли, что основной гитарный ритм «Come as You Are» был плагиатом на ритм «Eighties», группа не начала судебной тяжбы по факту нарушения авторского права, что журнал «Rolling Stone» объясняет «личными и финансовыми причинами». Тем не менее, некоторые также заявляют, что судебная тяжба была начата, но потом иск был отозван из суда, или что тяжба была остановлена в связи со смертью Кобейна Также есть версия, что Killing Joke отказались от иска из-за того, что «Eighties», в свою очередь, является плагиатом песни The Damned «Life Goes On».

## Чарты и сертификации
| Чарт (1992)                   | Наивысшая позиция | Чарт (1992)                           | Наивысшая позиция |
| ----------------------------- | ----------------- | ------------------------------------- | ----------------- |
| Australian ARIA Singles Chart | 25                | UK Singles Chart                      | 9                 |
| Austrian Singles Chart        | 28                | U.S. Billboard Hot 100                | 32                |
| French Singles Chart          | 12                | U.S. Billboard Mainstream Rock Tracks | 3                 |
| Swedish Singles Chart         | 24                | U.S. Billboard Modern Rock Tracks     | 3                 |
| Swiss Singles Chart           | 21                |                                       |                   |

### Сертификации
| Регион                                                                      | Сертификация | Продажи |
| --------------------------------------------------------------------------- | ------------ | ------- |
| Италия (FIMI)                                                               | Платиновый   | 50 000  |
| Великобритания (BPI)                                                        | Золотой      | 400 000 |
| Данные о продажах + прослушиваниях приведены только на основе сертификации. |              |         |

## Список композиций
1. «Come as You Are»
2. «Endless, Nameless»
3. «School» [Live]
4. «Drain You» [Live]

## Признание
- В декабре 2012 года песня заняла четвёртое место в символическом списке «Лучшие композиции за 10 лет скробблинга» портала Last.fm[18].

## Использование в поп-культуре
- В 7 серии 4 сезона телевизионного мини-сериала «Американская история ужасов» песню «Come as You Are» исполняет персонаж Джимми Дарлинг (Эван Питерс).
- Песня была использована в фильме «Да, нет, наверное» 2008 года.
- Песня прозвучала в одной из сцен фильма «Капитан Марвел».